# 안드레아 데 체자리스
안드레아 데 체자리스(Andrea de Cesaris, 이탈리아어 발음: [anˈdrɛːa de ˈtʃeːzaris], 1959년 5월 31일 ~ 2014년 10월 5일)는 이탈리아의 레이싱 드라이버였다. 208 포뮬러 원 그랑프리를 시작했지만 우승하지 못했다. 즉, 1991년부터 N니코 휠켄베르크가 2024년 마이애미 그랑프리에서 자신의 총합을 넘어설 때까지 레이스 승리 없이 시작된 최다 레이스 기록을 보유했다. 경력 초기에 일련의 사고로 인해 그는 빠르지만 난폭한 운전자라는 평판을 얻었다.
2005년과 2006년에 데 체자리스는 은퇴한 포뮬러 원 드라이버를 대상으로 그링프리 마스터스(Grand Prix Masters) 포뮬러에 참가했다. 2014년 10월 5일 로마의 그란데 라코르도 아눌라레(Grande Raccordo Anulare) 고속도로에서 오토바이의 통제권을 잃은 후 사망했다.